# Heboidofrenia
Heboidofrenia (niem. Heboïdophrenie, Heboid, ang. heboïdophrenia) – typ choroby psychicznej, opisany przez Karla Ludwiga Kahlbauma w 1889 roku.
W klasycznym ujęciu (Kahlbaum, Rinderknecht, Halberstadt) heboidofrenia traktowana była jako łagodna, uleczalna postać hebefrenii, występująca wyłącznie u dzieci i młodzieży. Jej istotą były zaburzenia zachowania, spowodowane zaburzeniami napędu i moralności. Od hebefrenii odróżniało ją mniejsze upośledzenie funkcji poznawczych, większe nasilenie zachowań antyspołecznych, ogólnie mniej burzliwy przebieg i lepsze rokowanie.
W XX wieku Guiraud, a za nim inni francuscy psychopatolodzy zwrócili uwagę na użyteczność klinicznej koncepcji heboidofrenii, zaliczając do niej przypadki nietypowej schizofrenii z nasilonymi skłonnościami antyspołecznymi i przestępczymi. Heboidofrenia w tym ujęciu leży na pograniczu schizofrenii i osobowości dyssocjalnej. Pewne zastosowanie termin heboidofrenii miał także w psychiatrii rosyjskiej  , gdzie szereg autorów zaliczał heboidofrenię do schizofrenii pełzającej .